# Brilliant Legacy
Brilliant Legacy (hangul: 찬란한 유산; rr: Chanranhan Yusan) é uma telenovela sul-coreana exibida pela Seoul Broadcasting System em 2009.

## Elenco
- Han Hyo-joo - Go Eun-sung[3]
- Jeon In-taek - Go Pyung-joong
- Kim Mi-sook - Baek Sung-hee
- Moon Chae-won - Yoo Seung-mi
- Yeon Joon-seok - Go Eun-woo
- Lee Seung-gi - Sunwoo Hwan[4]
- Ban Hyo-jung - Jang Sook-ja
- Yu Ji-in - Oh Young-ran
- Han Ye-won - Sunwoo Jung
- Lee Seung-hyung - Pyo Sung-chul
- Bae Soo-bin - Park Joon-se
- Jung Suk-won - Jin-young Suk

## Trilha sonora
1. Only You (너 하나만) - Kang Ha-ni (Tema de abertura)
2. The Person Living in My Heart (내 가슴에 사는 사람) - Isu
3. Crazy in Love (사랑에 미쳐서) - Ji-sun
4. Love is Punishment (사랑은 벌이다) - K.Will
5. Spring Rain - Ji-hye
6. Dear Sister (그리운 누나)
7. Catch Hwan (환이를 잡아라)
8. Are We Family? (우리가 가족이니?)
9. Funny Life
10. The Road Leading to You (너에게 가는 길)
11. Smile Working
12. Last Lie (마지막 거짓말)
13. Bickering (티격태격)
14. Memories of Separation (이별의 기억)
15. Spring Rain (versão guitarra)
16. Destiny, the Second Story (운명, 그 두번째 이야기)

## Exibição internacional
| País           | Emissora                             | Título                |
| -------------- | ------------------------------------ | --------------------- |
| Estados Unidos | SBS International                    | Brilliant Legacy      |
| Canadá         | All TV                               |                       |
| Japão          | BS Japan                             | 華麗なる遺産          |
| Tailândia      | Thailand Colour Television Channel 3 | มรดกรัก ฉบับพันล้านวอน'   |
| Taiwan         | GTV                                  | 燦爛的遺產            |
| China          | CETV                                 | 燦爛的遺產            |
| China          | Hunan Television                     | 燦爛的遺產            |
| Malásia        | 8TV                                  | 燦爛的遺產            |
| Hong Kong      | TVB J2                               | 燦爛的遺產            |
| Singapura      | MediaCorp Channel U                  | 燦爛的遺產            |
| Indonésia      | Indosiar                             |                       |
| Filipinas      | GMA Network                          | Shining Inheritance   |
| Chile          | Mega                                 | Sorpresas del destino |
| Chile          | Etc...TV                             | Sorpresas del destino |
| Equador        | Ecuavisa                             | Sorpresas del destino |
| América Latina | Pasiones                             | Sorpresas del destino |
| Chile          | Pasiones                             | Sorpresas del destino |
| Chile          | MundoFox                             | Sorpresas del destino |
| Panamá         | SERTV Canal 11                       | Sorpresas del destino |
| Venezuela      | Venevisión                           | Sorpresas del destino |
| Peru           | Panamericana Televisión              | Sorpresas del destino |

## Prêmios e indicações
| Ano  | Prêmio                              | Categoria                  | Entregue por               | Ref.          |
| ---- | ----------------------------------- | -------------------------- | -------------------------- | ------------- |
| 2009 | Mnet 20's Choice Awards             | Ator sensual de drama      | Lee Seung-gi               | [ 6 ]         |
| 2009 | Mnet 20's Choice Awards             | Atriz sensual de drama     | Han Hyo-joo                |               |
| 2009 | SBS Drama Awards                    | Melhor par romântico       | Lee Seung-gi e Han Hyo-joo | [ 7 ] [ 8 ]   |
| 2009 | SBS Drama Awards                    | Top 10 Stars               | Han Hyo-joo                |               |
| 2009 | SBS Drama Awards                    | Top 10 Stars               | Lee Seung-gi               |               |
| 2009 | SBS Drama Awards                    | Top 10 Stars               | Bae Soo-bin                |               |
| 2009 | SBS Drama Awards                    | Lifetime Achievement Award | Ban Hyo-jung               |               |
| 2009 | SBS Drama Awards                    | Ator em produção especial  | Lee Seung-gi               |               |
| 2009 | SBS Drama Awards                    | Atriz em produção especial | Han Hyo-joo                |               |
| 2009 | SBS Drama Awards                    | Melhor atriz               | Kim Mi-sook                |               |
| 2010 | Baeksang Arts Awards                | Ator popular               | Lee Seung-gi               | [ 9 ]         |
| 2010 | Korea Broadcasting Awards           | Melhor drama               | Brilliant Legacy           | [ 10 ]        |
| 2010 | Seoul International Drama Awards    | Atriz marcante             | Han Hyo-joo                | [ 11 ] [ 12 ] |
| 2010 | Seoul International Drama Awards    | Ator popular               | Lee Seung-gi               | [ 13 ]        |
| 2011 | Houston International Film Festival | Platinum Remi              | Brilliant Legacy           | [ 14 ]        |
| 2011 | Shanghai Television Festival        | Melhor série               | Brilliant Legacy           | [ 15 ]        |